# Vesoul
Vesoul – miejscowość i gmina we Francji, w regionie Burgundia-Franche-Comté, w departamencie Górna Saona.
Według danych na rok 1990 gminę zamieszkiwały 17 614 osoby, a gęstość zaludnienia wynosiła 1942 osoby/km² (wśród 1786 gmin Franche-Comté Vesoul plasuje się na 7. miejscu pod względem liczby ludności, natomiast pod względem powierzchni na miejscu 492.).